# Diskretni šarm buržoazije
 Diskretni šarm buržoazije (naslov izvornika: Le Charme discret de la bourgeoisie) je francuski film iz 1972. redatelja Luisa Buñuela.

## Radnja
Grupa prijatelja iz francuskog visokog društva odlučuje se za zajednički ručak ali svaki pokušaj ostvarivanja te ideje propada. U početku se vjeruje da su to mali lapsusi s vremenom i datumom, ali zapreke postaju sve bizarnije.

## Uloge (izbor)
- Fernando Rey - veleposlanik Raphael Acosta
- Delphine Seyrig - Simone
- Stéphane Audran - Alice Senechal
- Jean-Pierre Cassel - Senechal
- Paul Frankeur - Thevenot

## O filmu
Diskretni šarm buržoazije je režirao Luis Buñuel, a surealistička satira podsjeća na ranije Buñuelove filmove poput   L'Âge d'Or iz 1930. i El ángel exterminador iz 1962.
Film je nagrađen Oscarom za najbolji strani film 1972.

## Vanjske poveznice
- IMDb - Diskretni šarm buržoazije